# ルーマニアの宗教
2011年国勢調査における宗教分布の割合を示したグラフ

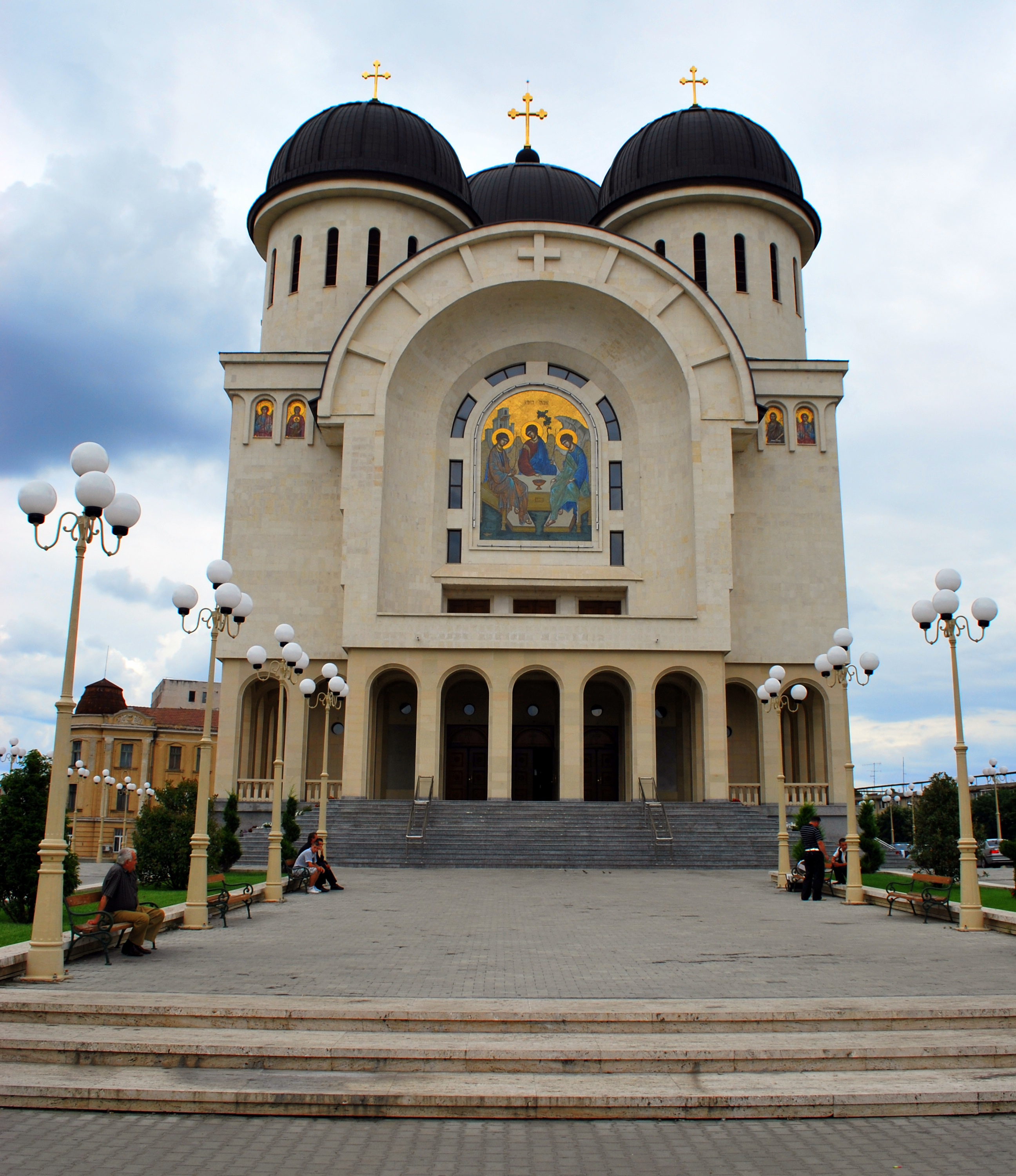
アラドにあるルーマニア正教会の至聖三者大聖堂

ルーマニアの宗教（ルーマニアのしゅうきょう）について。ルーマニアは世俗国家であり、国教を定めていない。しかし、ヨーロッパ諸国のなかでも特に信仰の厚い国の1つであり、国民の多くは正教会のキリスト教徒である。政府は公式に18の宗教・宗派を認めている。

## 概要
2011年の国勢調査では、国民の81.04％が正教会を信仰している。他のキリスト教宗派としては、カトリック教会（ローマカトリック (4.33％)、ギリシャカトリック (0.75％〜3.3％)）やカルヴァン派 (2.99％)、ペンテコステ派 (1.80％) がある。これらキリスト教徒を合計すると、国民のおよそ92％に相当する。また、ルーマニアには少数派ながらイスラム教徒も存在し、歴史的に重要な役割を果たした。彼らは北ドブロジャに集中しており、多くがクリミア・タタール人やトルコ人で、人口は約44,000人である。ほかに、2011年の国勢調査では、約3,500人がユダヤ人、約21,000人が無神論者、約19,000人がいずれの宗教も信仰していないと回答している。この国勢調査は、20,121,641人を対象としており、データの得られなかった約6％は除外している。

## 各宗教・宗派

### 東方正教会

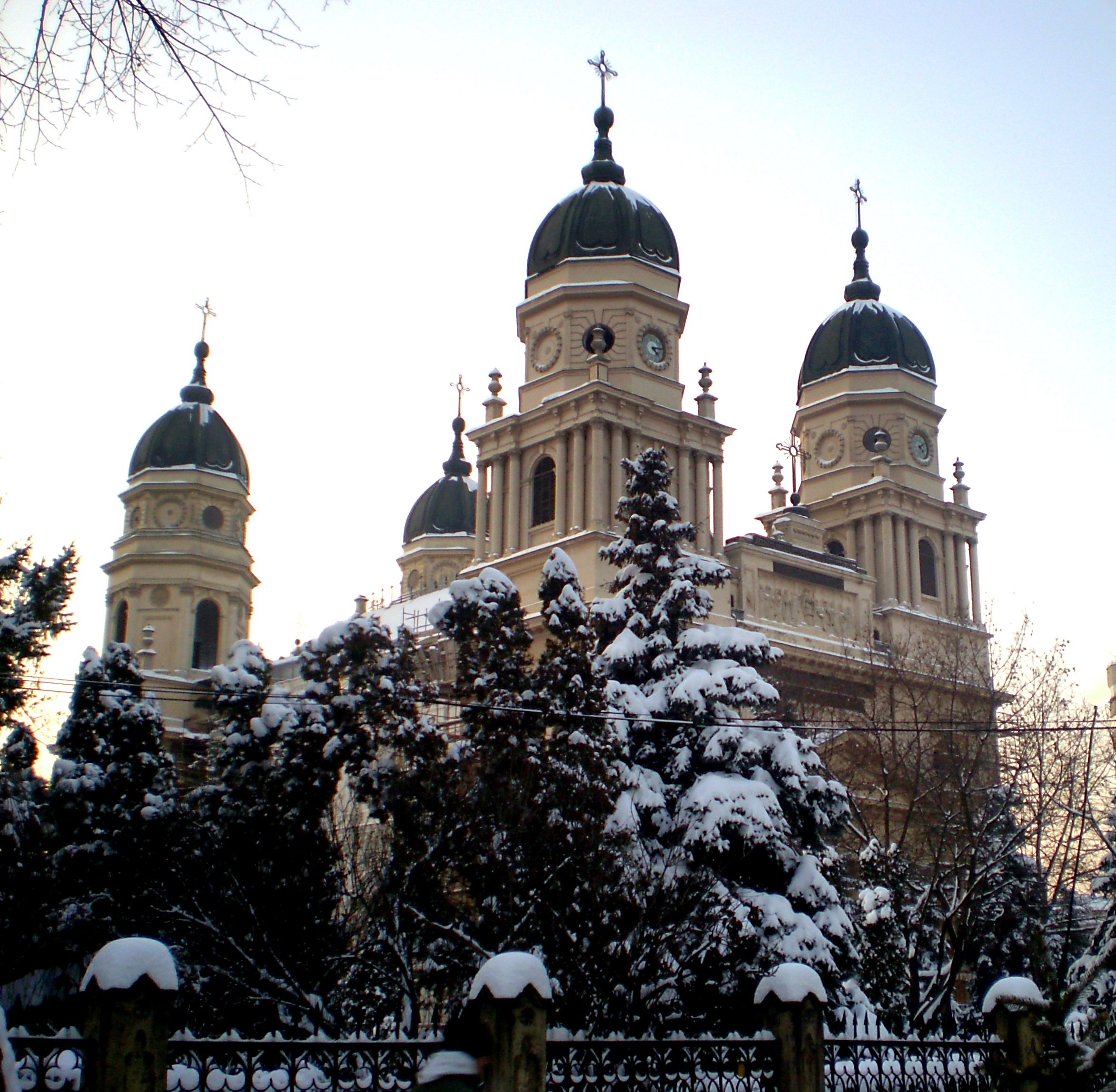
ルーマニア最大の正教会であるヤシのルーマニア正教大聖堂

東方正教会は、ルーマニア最大の宗教であり、2011年の国勢調査では人口の81.04％にあたる16,307,004人が信仰している。しかし、教会への参加率は著しく低くなっており、INSCOPの実施した世論調査によると、2015年7月の時点で、主な祝日のみ教会へ行くと答えたのは信者のうちの37.8％を占め、週に1回（主に日曜日）が25.4％、月に1回が18.9％、年に1回以下は10.2％、教会に行かない人は3.4％存在した。一方、週に複数回通うのは2.7％、毎日通うのは0.9％のみで、頻度の少なさがうかがえる。

### ローマカトリック教会（西方典礼）

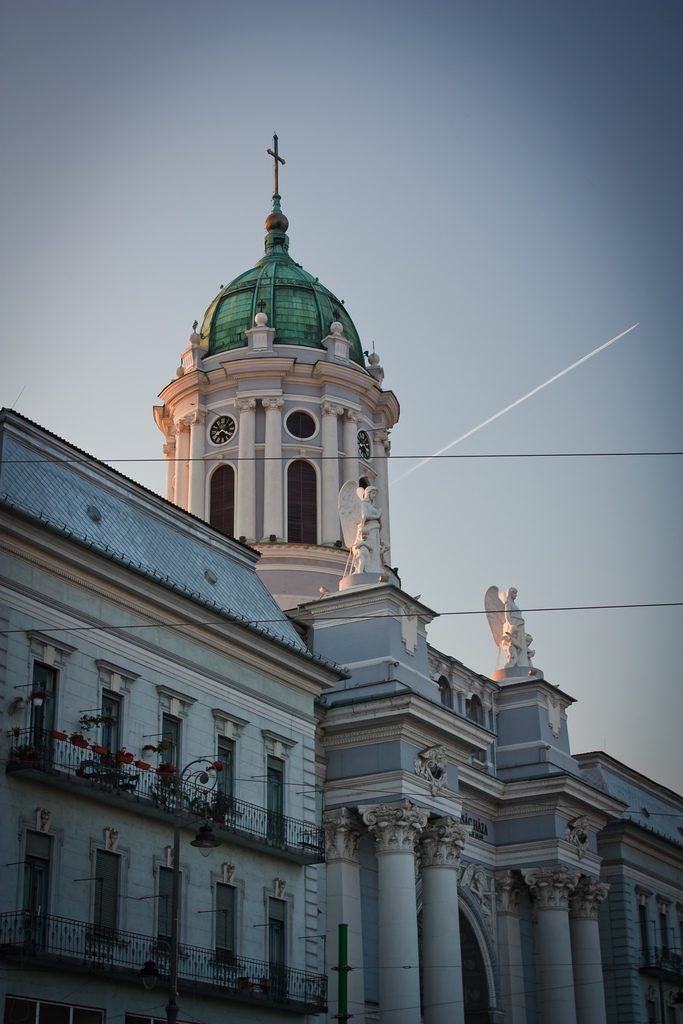
アラドにある聖パドヴァのアントン教会

2011年の国勢調査によると、ルーマニアのローマカトリック教会に所属するキリスト教徒は870,774人で、全人口の4.33％である。信者に多いのは、ハンガリー系（500,444人、セーケイ人を含む、ハンガリー系の41％）、ルーマニア人（297,246人、同1.8％）、ドイツ系（21,324人、同59％）、ロマ（20,821人、同3.3%）である。また、国内のスロバキア人、ブルガリア人、クロアチア人、イタリア人、チェコ人、ポーランド人、チャーンゴー人にも信者は多い（合計で27,296人）。

### ギリシャカトリック教会（ビザンチン典礼）
2011年の国勢調査によると、ルーマニアには、総人口の0.75％にあたる150,593人のギリシャカトリック教徒がいる。信者はトランシルヴァニアの北部に集中している。多くはルーマニア人（124,563人）で、残りのほとんどはハンガリー人やロマで占められる。
一方で、2012年の『教皇年鑑』によると、ルーマニアにおけるギリシャカトリック教会の信者は663,807人（総人口の3.3％）で、2012年末の時点では、8つの司教区、1,250の教区があり、791人の司祭と235人の神学生がいるという。この数字の違いの論争は、ルーマニアの信教の自由に関するアメリカ合衆国国務省の報告書でも言及されている。ルーマニア正教会は、ギリシャカトリック教会の多くの所有物についての権利を主張している。

### プロテスタント
2011年の国勢調査によると、プロテスタントは人口の6.2％を占めている。元来はルーテル教会、カルヴァン派、ユニテリアン派で構成されてきたが、近年は福音派、ペンテコステ派のほか、新しいプロテスタントの宗派も普及し、大きな割合を占めるようになってきている。第二次世界大戦前の1930年には、国内人口のおよそ8.8％を占めていた。現在の宗派分布は、改革派が2.99％、ペンテコステ派が1.8％と多い。また、バプテスト教会 (0.56％)、セブンスデー・アドベンチスト教会 (0.4％)、ユニテリアン派 (0.29％)、福音派 (0.16％)、3つのルーテル教会 (0.13％)、福音ルーテル教会 (0.1％)、アウグストゥス福音派 (0.03％)、懺悔のルーテル教会も存在する。プロテスタントの宗派のなかでも、ハンガリー人は改革派、ユニテリアン派、福音ルーテル教会のほとんどを占めており、一方、ルーマニア人はペンテコステ派、バプテスト教会、セブンスデー・アドベンチスト教会、福音派に多い。また、アウグストゥス福音派はドイツ人信者が多い。ハンガリー人が主な改革派、ユニテリアン派では、多くがハンガリー語で運営される。
因みに0.08％を占めるルーマニア福音教会は、上記のプロテスタント宗派とは関係がない。

### イスラム教

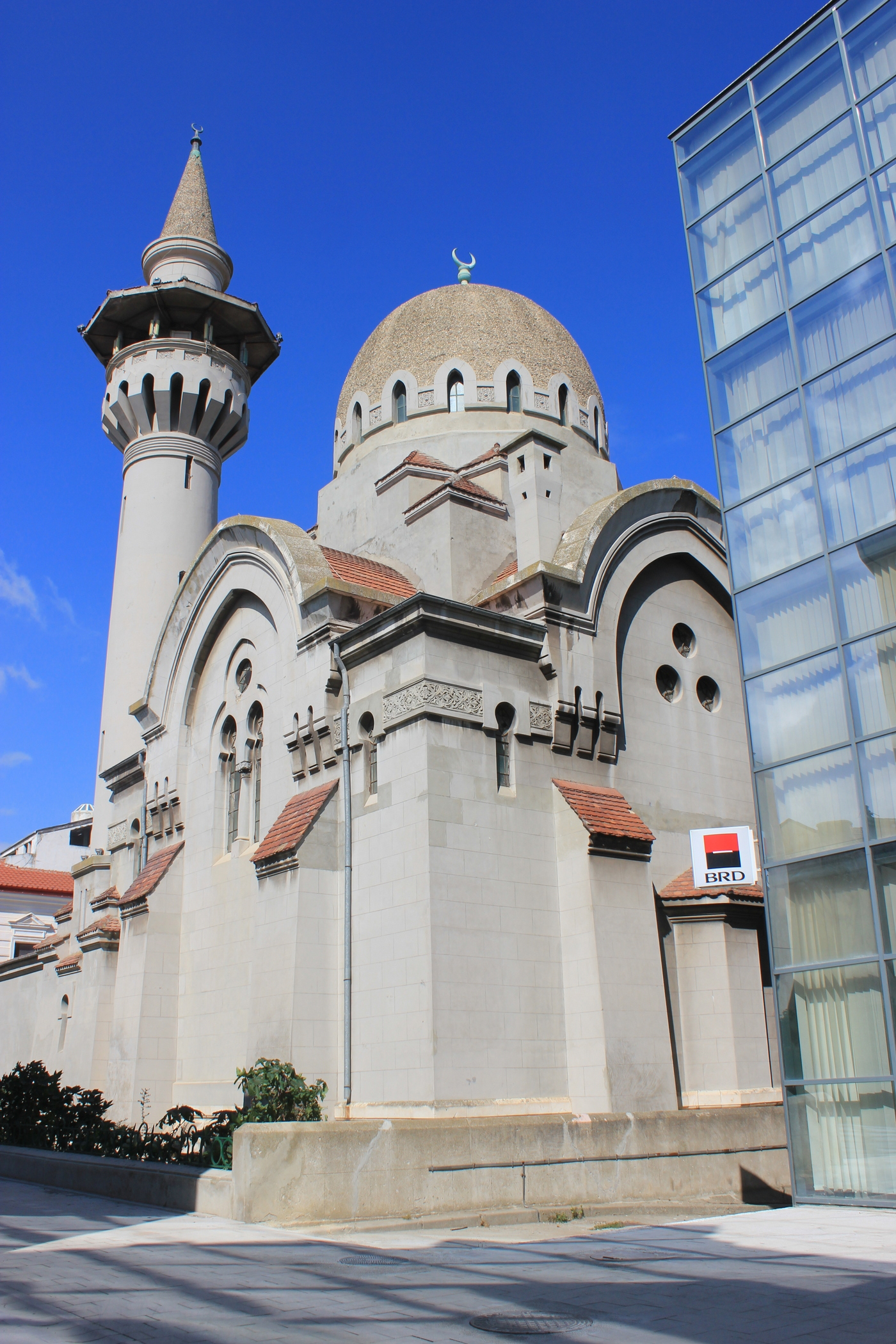
コンスタンツァにあるカロル1世モスク

現在では、ルーマニアのイスラム教徒が占める割合は比較的少なくなっているが、数百年の間（1420年〜1878年頃）オスマン帝国の支配下にあった北ドブロジャをはじめとする黒海沿岸の地方では、700年にわたって伝統的な宗教として根付いている。2011年の国勢調査によると、国内人口の0.3％にあたる64,337人がイスラム教徒である。このうちの大部分はスンナ派である。
イスラム教徒の97％は、北ドブロジャの2県（コンスタンツァ県が85％、トゥルチャ県が12％）に住んでいる。残りは、ブカレスト、ブライラ、カララシ、ガラツィ、ジュルジュ、ドロベタ＝トゥルヌ・セヴェリンなどの都市に住む。民族的には、イスラム教徒のほとんどがタタール人であり、続いてトルコ人、アルバニア人、ロマ、中東やアフリカからの移民の順で多い。2007年以降、大部分がイスラム教徒であるインドネシア人、バングラデシュ人、パキスタン人労働者もルーマニアに流入している。
ルーマニアにはおよそ80のモスクが存在する。そのなかでも最大級であるのがカロル1世として知られたコンスタンツァのグランドモスクである。このモスクは1910年から1913年にかけて建設され、コンスタンツァのムスリムコミュニティに貢献している。ルーマニアのムスリムコミュニティは、「ムフティー」と呼ばれる人物によって代表される。また、ムスティアットは、宗派および文化の代表機関であり、ルーマニアの県によって他の宗教と同様の認定が公式になされている。コンスタンツァには、1989年12月29日に設立された政党「ルーマニアのトルコ系ムスリムタタール人民主連合」があり、県の人口の6％が支持している。

### ユダヤ教

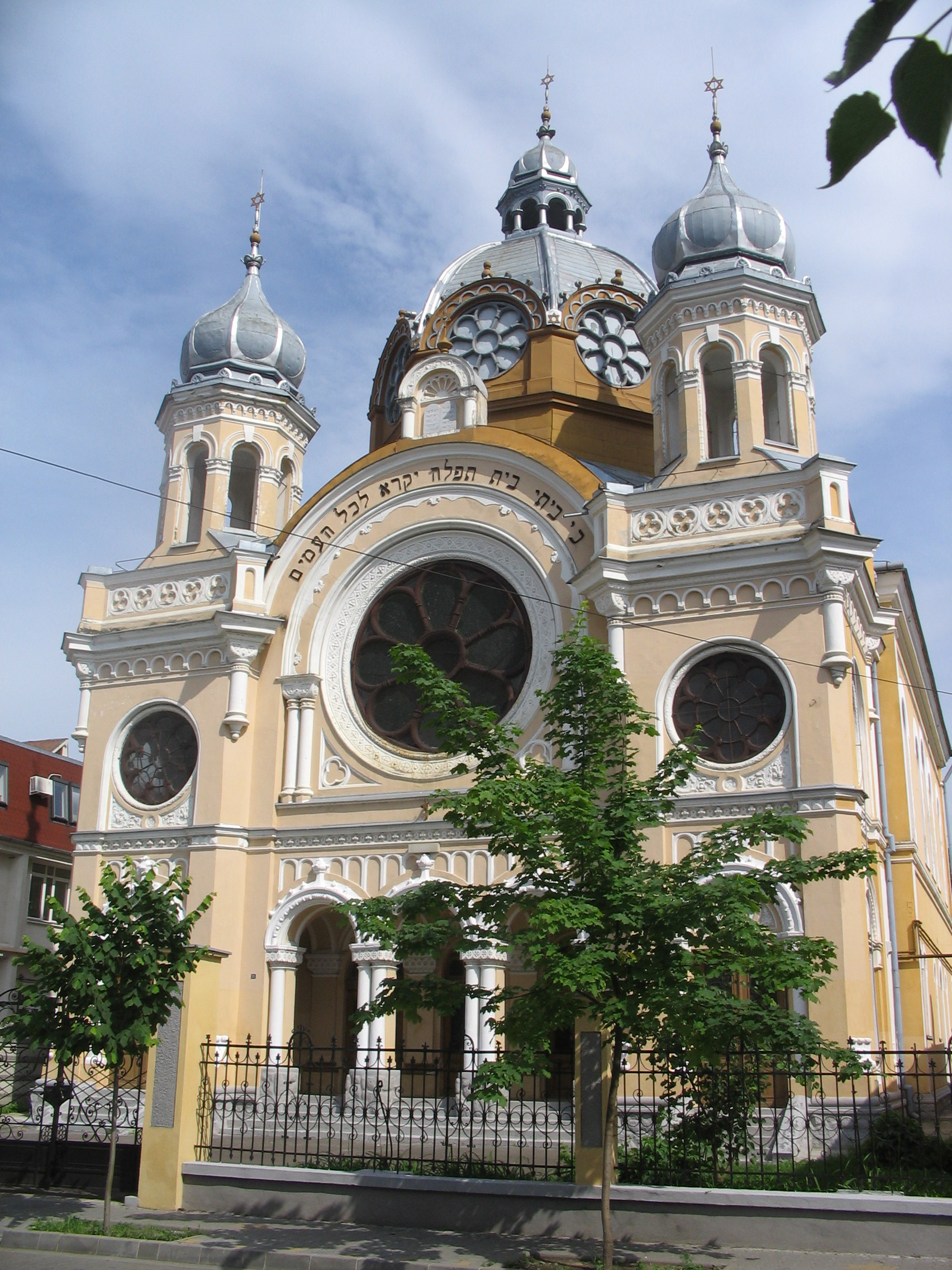
トゥルグ・ムレシュのシナゴーグ

1930年には、ルーマニア王国（ベッサラビアを含む）の70万人がユダヤ教徒であったが、2011年には3,271人まで減少している。しかし、かつて多くのユダヤ人がいた証として、国内には多くのシナゴーグが残されている。現在、イスラエルに居住する20万人から40万人のユダヤ人は、ルーマニア出身者の子孫だとされる。

### 他の宗教
上では述べていないが、ルーマニアで公式に認められている宗教はほかにもある。エホバの証人はおよそ5万人（0.25％）の信者がいる。また、古儀式派は、ドナウ・デルタ地域に住むロシア人を中心に、0.16％にあたる3万人が信仰している。セルビア正教会の信者はセルビア国境付近に多く、14,000人を数える。少数ながらアルメニア教会もあり、400人の信者が存在する。また、宗教データアーカイブ協会によると、バハイ教は2010年時点でおよそ1,900人が信仰している。2011年の国勢調査において、個別に取り上げられたもの以外を信仰する人の数は、合計で約30,000人であった。

### ペイガニズム

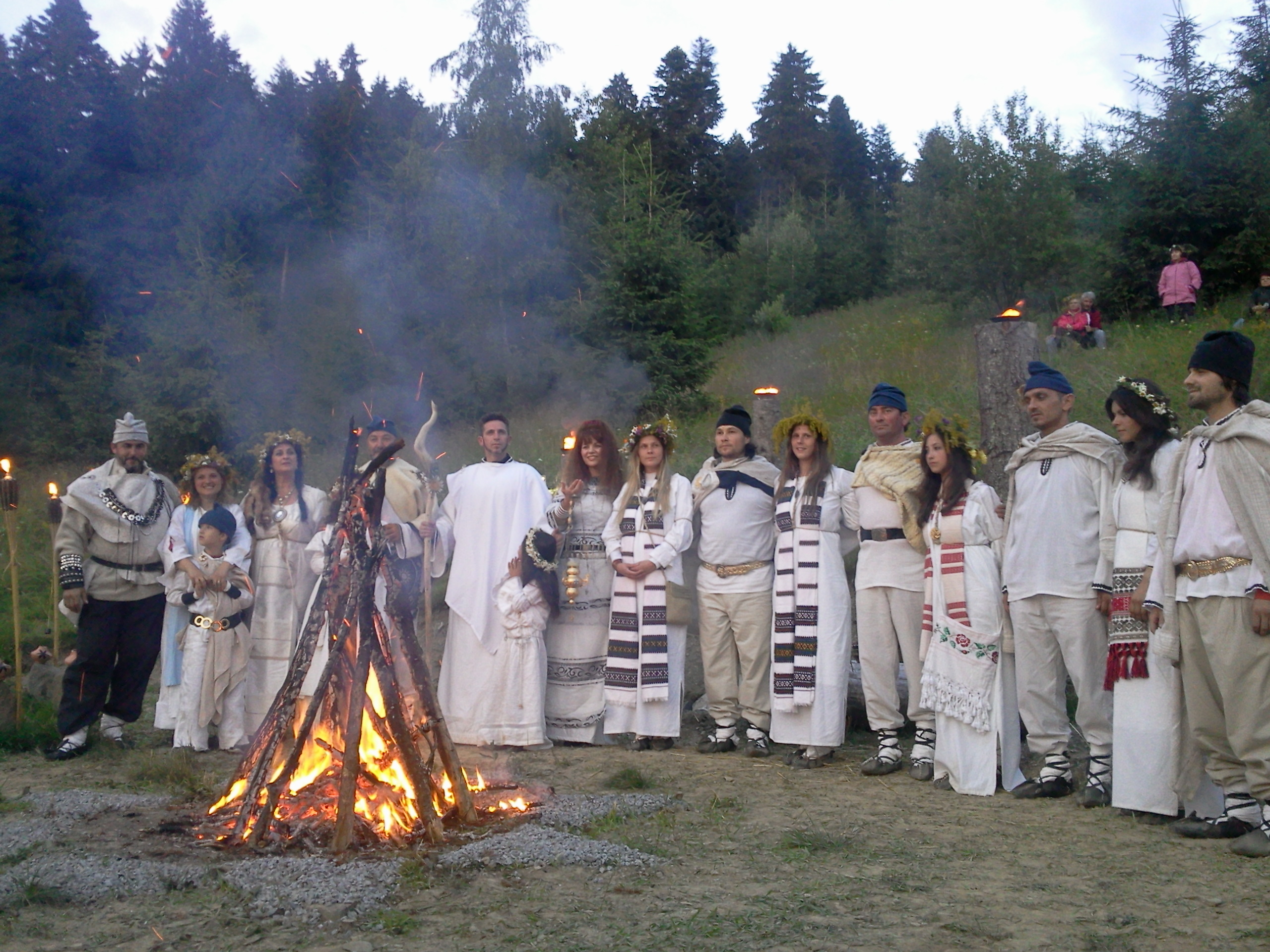
ザルモキシス信者の火を用いた宗教儀式

ネオペイガニズムは、十年ほどの間にルーマニアにも出現した。これは、ほかの欧州連合の国と同様のものであるが、ハンガリーのŐsmagyar Vallásやバルト諸国のRodnoveryと比べるとその規模は小さい。
ルーマニアで復興された民俗宗教はザルモキシアニズムと呼ばれ、トラキア人の神話をもとにしており、ザルモキシスがよく知られている。ザルモキシス信仰のなかでも最大の団体は、ゲブレイジス協会 (ルーマニア語: Societatea Gebeleizis) である。
ルーマニアには、ペイガンの共同団体「ペイガンの夜明け協会」が存在し、ペイガンコミュニティの権利確保、意見の代表などを目的とする。

### 無宗教
2011年の国勢調査では、およそ40,000人が無宗教であると答えた。このうち21,000人は無神論者で、19,000人は不可知論者である。彼らのほとんどはブカレストやクルジュ＝ナポカなど主要都市に集中している。無宗教の割合は、他のヨーロッパ諸国に比べると非常に低くなっている。

## 宗教に対する姿勢
2008年の調査では、「幸せにとって最も重要なものは何か」という質問に対し、最大4つの回答の1つとして、19％が「信仰」をあげた。これは、アルメニア (27％)、ジョージア (26％)に次いで3番目に高く、トルコやキプロスと同率である。EUの27加盟国平均は9％である。オープン・ソサエティ財団が実施した調査によれば、ルーマニア人の4分の3が自身を宗教的な人物としてとらえ、特に地方の女性、高齢者、低所得者でこの割合は高かった。ルーマニア人は宗教の教義や教会を信じているものの、その信仰を絶対視はしておらず、神の言葉に完全には従わない人、ほかの宗教や科学的真理に対しても寛容である。
2011年時点で、ブカレスト市民の49％が、結婚式や復活祭などの行事でしか教会に行かない、もしくは全く行かないとしている。対して、ブカレスト以外の地方では、同じ回答をする人の割合が16％のみである。2011年国勢調査の予備データにおいて、各宗教の信者を合計すると、国民の98.4％にもなった。この過度に多い数字が、信者数に論争があることを示している。最終データにおいては約93.5％にまで減少したが、データの得られなかった人口（6.26％）を考えると依然として多い。
2015年7月に実施された調査では、96.5％のルーマニア人が神を信じると回答し、84.4％が聖人を、59.6％が天国の存在を、57.5％が地獄の存在を、54.4％が来世をそれぞれ信じるとしている。また、83%のルーマニア人が日曜日や宗教的な祝日を認識しており、74.6%が教会を通りかかったときに礼拝する、65.6%が定期的に祈る、60.2%が所有物、家、車を聖別する、53.6%が定期的に教会へ寄付すると答えている。

## 信仰の自由
ルーマニアの法律では信仰の自由が認められており、宗教差別は違法である。また、宗教機関が政府の認定や資金提供を受けるための登録制度も整備されている（これは国内で活動するための必須条件ではない）。ほかに、第二次世界大戦中や共産主義政権時代に没収された財産について、政府が宗教団体に補償する制度も存在する。少数派グループの代表は、政府がルーマニア正教会を優遇しているとして不当性を訴えており、地方政府や警察が差別禁止法を十分に保証できていない事件も発生している。

### 歴史
19世紀から20世紀初頭にかけてのルーマニア王国時代には、政府が正教会とギリシャカトリック教会を支持しており、非キリスト教徒は19世紀後半まで市民権を剥奪された。反ユダヤ主義は19世紀まで台頭しており、その後の自由主義政党によって撤廃されたが、20世紀初頭には左翼農民や後のファシスト団体によって復活している。第二次世界大戦中には、数十万人のユダヤ人がルーマニアやドイツの軍隊に殺害された。戦争が始まる前までにルーマニア領内に住んでいたユダヤ人は大部分が難を逃れたが、彼らはその後もイオン・アントネスク政権による厳しい反ユダヤ法に直面することとなる。戦後の社会主義時代においては、ルーマニア政府が正教会への干渉を強め、宗教活動を厳しく監視すると同時に、国民の無宗教化を促進した。政権に反対する司祭は非難、逮捕、国外追放、聖職剥奪の対象となったが、正教会全体としては政府の要求に従い、支援を受けた。

## 信者数の推移
|                    | 宗教                             | 1992年 国勢調査 | 2002年 国勢調査 | 2011年 国勢調査 |
| ------------------ | -------------------------------- | --------------- | --------------- | --------------- |
| 伝統的なキリスト教 | 正教会                           | 19,802,389      | 18,817,975      | 16,307,004      |
| 伝統的なキリスト教 | ローマカトリック                 | 1,161,942       | 1,026,429       | 870,774         |
| 伝統的なキリスト教 | ギリシャカトリック               | 223,327         | 191,556         | 150,593         |
| 伝統的なキリスト教 | 古暦派                           | 32,228          | –               | –               |
| 伝統的なキリスト教 | 古儀式派                         | 28,141          | 38,147          | 32,558          |
| 伝統的なキリスト教 | セルビア正教会                   | –               | –               | 14,385          |
| 伝統的なキリスト教 | アルメニア教会                   | 2,023           | 775             | 393             |
| 伝統的なキリスト教 | 改革派                           | 802,454         | 701,077         | 600,932         |
| 伝統的なキリスト教 | ユニテリアン派                   | 76,708          | 66,944          | 57,686          |
| 伝統的なキリスト教 | アウグストゥス福音派             | 39,119          | 8,716           | 5,399           |
| 伝統的なキリスト教 | 福音ルーテル教会                 | 21,221          | 27,112          | 20,168          |
| 新興プロテスタント | ペンテコステ派                   | 220,824         | 324,462         | 362,314         |
| 新興プロテスタント | バプテスト教会                   | 109,462         | 126,639         | 112,850         |
| 新興プロテスタント | セブンスデー・アドベンチスト教会 | 77,546          | 93,670          | 80,944          |
| 新興プロテスタント | 福音派                           | 49,963          | 44,476          | 42,495          |
| 新興プロテスタント | ルーマニア福音教会               | –               | 18,178          | 15,514          |
| 新興プロテスタント | エホバの証人                     | –               | –               | 49,820          |
| その他             | イスラム教                       | 55,928          | 67,257          | 64,337          |
| その他             | ユダヤ教                         | 9,670           | 6,057           | 3,519           |
| その他             | その他の宗教                     | 56,129          | 89,196          | 30,557          |
| その他             | 無宗教                           | 26,314          | 12,825          | 18,917          |
| その他             | 無神論                           | 10,331          | 8,524           | 20,743          |
| その他             | 無回答                           | 8,139           | 11,734          | –               |
| その他             | 無効                             | –               | –               | 1,259,739       |

## 資料
分布図
- ルーマニア正教会の組織図
- ルーマニアの東方正教会（2002年国勢調査）
- ルーマニアのカトリック教会（2002年国勢調査）
- ルーマニアのプロテスタント（2002年国勢調査）